# Макаровка (Раменский район)
Макаровка — деревня в Раменском муниципальном районе Московской области. Входит в состав сельского поселения Никоновское. Население — 54 чел. (2010).

## География
Деревня Макаровка расположена в южной части Раменского района, примерно в 30 км к югу от города Раменское. Высота над уровнем моря 142 м. В 4 км к югу от деревни протекает река Северка. К деревне приписано 2 СНТ — Педагог и Учитель. Ближайший населённый пункт — деревня Левино.

## История
В 1926 году деревня входила в Левинский сельсовет Троице-Лобановской волости Бронницкого уезда Московской губернии.
С 1929 года — населённый пункт в составе Бронницкого района Коломенского округа Московской области. 3 июня 1959 года Бронницкий район был упразднён, деревня передана в Люберецкий район. С 1960 года в составе Раменского района.
До муниципальной реформы 2006 года деревня входила в состав Никоновского сельского округа Раменского района.

## Население
| 1926 | 2002 | 2010 |
| ---- | ---- | ---- |
| 155  | ↘0   | ↗54  |

В 1926 году в деревне проживало 155 человек (58 мужчин, 97 женщин), насчитывалось 34 хозяйства, из которых 32 было крестьянских. По переписи 2002 года в деревне отсутствовало постоянное население.